# Necro
Рон Браунштейн (англ. Ron Braunstein; родился 7 июня 1976), более известный под своим сценическим псевдонимом Не́кро (англ. Necro) — американский рэпер, автор-исполнитель и музыкальный продюсер еврейского происхождения из Бруклина, Нью-Йорк. В ноябре 1999 года он основал свой собственный независимый музыкальный лейбл Psycho+Logical-Records. Является младшим братом рэпера Илл Билла. Известен своей брутальной манерой исполнения и текстами с весьма специфичной тематикой.

## Дискография

### Студийные альбомы
- 2000: «I Need Drugs»
- 2001: «Gory Days»
- 2004: «The Pre-Fix For Death»
- 2005: «The Sexorcist»
- 2007: «Death Rap»
- 2010: «DIE!»
- 2018: «The Notorious Goriest»

### Мини-альбомы
- 1998: «Cockroaches EP»
- 2012: «The Murder Murder Kill Kill EP»
- 2023: «Absolut Horror»
- 2023: «Pestilence EP»

### Компиляции
- 2001: «Rare Demos And Freestyles Volume 1»
- 2001: «Rare Demos And Freestyles Vol. 2»
- 2003: «Rare Demos & Freestyles Vol. 3»
- 2003: «Brutality Part 1»
- 2012: «The Pre-Kill Vol. 1» (совместно с Kool G Rap)
- 2012: «The Pre-Kill Volume II» (совместно с Kool G Rap)
- 2012: «Metal Hiphop»
- 2014: «Sadist Hitz»
- 2020: «Sadist Hitz Volume 2»

### Инструментальные альбомы
- 2001: «Instrumentals Vol. 1»
- 2003: «Gory Days Instrumentals»
- 2005: «The Pre-Fix For Death Instrumentals»
- 2005: «What's Wrong With Bill? Instrumentals»
- 2005: «The Art Of Dying Instrumentals»
- 2005: «Sabacolypse Instrumentals»
- 2005: «Barn Of The Naked Dead Instrumentals»
- 2005: «Brutality Part 1 Instrumentals»
- 2007: «Death Rap Instrumentals»
- 2012: «Murder Murder Kill Kill Instrumentals»
- 2012: «DIE! Insertdamentalz»
- 2012: «The Non Phixion Instrumentals»
- 2018: «Once Upon A Crime Instrumentals»
- 2018: «The Sexorcist Instrumentals»
- 2018: «The Notorious Goriest Instrumentals»

### Совместные альбомы
- 2005: «The Circle Of Tyrants» с Илл Билл, Goretex и М-р Хайд (в составе квартета Circle Of Tyrants)
- 2013: «Once Upon A Crime» с Kool G Rap (в составе дуэта The Godfathers)

### Микстейпы
- 2003: «Street Villains, Vol. 1» (совместно с Илл Билл)
- 2005: «Street Villains Vol. 2» (совместно с Илл Билл)
- 2007: «Blood Brothers» (совместно с Илл Билл)

### Демозаписи
- 1989: «The Cursed Earth» с Илл Билл и Mike Palmeri (как группа Injustice)
- 1990: «Inhuman Conditions» с Илл Билл и Mike Palmeri (как группа Injustice)

## Примечание
1. ↑  Jason Birchmeier. Necro | Biography & History (англ.). AllMusic. Дата обращения: 30 ноября 2019. Архивировано 1 октября 2017 года.